# Mendelssohn Bartholdy
Mendelssohn Bartholdy är en tysk släkt som innefattar flera bemärkta personer: 
- Abraham Mendelssohn Bartholdy, tysk bankir
- Felix Mendelssohn Bartholdy, tysk tonsättare
- Carl Wolfgang Paul Mendelssohn Bartholdy, tysk historiker
- Albrecht Mendelssohn Bartholdy, tysk jurist